# John A. Cherberg
John Andrew  Cherberg (* 17. Oktober 1910 in Pensacola, Florida; † 8. April 1992 in Seattle, Washington) war ein demokratischer US-amerikanischer Politiker.
Vor seiner politischen Karriere als Vizegouverneur von Washington arbeitete Cherberg als Lehrer und war 1953 bis 1956 Footballcoach an University of Washington. Cherberg war insgesamt acht Amtsperioden von 1957 bis 1989 Vizegouverneur, bevor er sich nach 32 Jahren in den Ruhestand zurückzog. Damit übte er dieses Amt länger aus als alle anderen Vizegouverneure in den Vereinigten Staaten vor ihm.
Er starb im April 1992 in Seattle im Alter von 81 Jahren infolge einer Lungenentzündung. Cherberg war verheiratet und hatte drei Kinder, einen Sohn und zwei Töchter.